# ماكس جيزنجر
ماكس جيزنجر (بالألمانية: Max Giesinger) هو مغني وكاتب أغاني ومنتج موسيقى ألماني، وُلد في الثالث من شهر أكتوبر (تشرين الأول) لعام 1988 في بادن-فورتمبيرغ في المانيا. في فبراير (شُباط) عام 2012 خلال الموسم الأول من النسخة الألمانية لبرنامج ذا فويس حصد ماكس المركز الرابع في النهائيات.

## حياته
ينتمي أصل ماكس إلى منطقة بوسنباخ في فالدبرون في مقاطعة كارلسروه، انفصل والديه عند بعضهما عندما كان في عمر الأربع، تربى ماكس مع والدته ولم يكن له أخوة. عندما بلغ ماكس الثالثة عشر انضم لأول فرقة موسيقة له وكانت تُسمى ديدلي بونكس. غنى ماكس في مجموعة بود سبنسر وبجانب الدراسة غنى في سبعين ظهور له خلال السنة. حصل ماكس على شهادة الثانوية الألمانية من مدرسة كارلسباد الثانوية وبعد ذلك سافر ضمن برنامج عمل وسفر إلى أستراليا ونيوزيلندا وهناك عمل كمغني في الشوارع. يرفع ماكس على موقع يوتيوب منذ عام 2006 نسخ جديدة لأغاني مشهورة يؤديها بنفسه إضافة إلى أغاني أخرى قام بكتابتها وغنائها مستخدمًا الجيتار، ومن أكثر فيديوهاته التي حصدت نسبة مشاهدة هو فيديو أغنية Somebody That I Used to Know للمغني غوتييه وبلغت نسبة مشاهدة هذا الفيديو أربع ملايين مشاهدة حتى عام 2016 والتي قام بتسجيلها مع ميشائيل شولته عام 2012. بعد عودة ماكس إلى ألمانيا تقدم بطلب التحاق إلى جامعة بادن- فوفوتمبرج لموسيقى البوب والإدارة الموسيقية في مانهايم، وهناك منذ عام 2011 كان عضوًا في برنامج الفرق الموسيقية باندبول ولكنه لم يتم قبوله كطالب لعدم اجتيازه امتحان القبول.

## برنامج ذا فويس
شارك ماكس فس الموسم الأول من النسخة الألمانية لبرنامج ذا فويس الغنائي في عام 2011، وقد وصل إلى النهائيات من خلال تصويت الجمهور خلال الثلاثة العروض المباشرة الأولى. في العرض المباشر الأول للبرنامج قام ماكس بغناء أغنية Fix You لفرقة كولدبلاي والتي احتلت فيما بعد في التحميلات المبيعة في قوائم الغناء الألمانية. وصل ماكس بدعم اكزافير نادوه إلى المرحلة النهائية للبرنامج في لبعاشر من فبراير (شُباط) عام 2012 متحلًا المركز الرابع. احتلت أغنيته Dach der Welt (سقف العالم) المركز الرابع عشر في ترتيب الأغاني الألمانية، وبعد ذلك قام بأول جولة غنائية ألمانيا مع اثنتي عشرة حفلة في مدينة ألمانية، وبعد ذلك اصدر أغنيته Unser Sommer (صيفنا) في عام 2013 ثم قام بجولة ثانية في ألمانيا.

## مسيرته المهنية

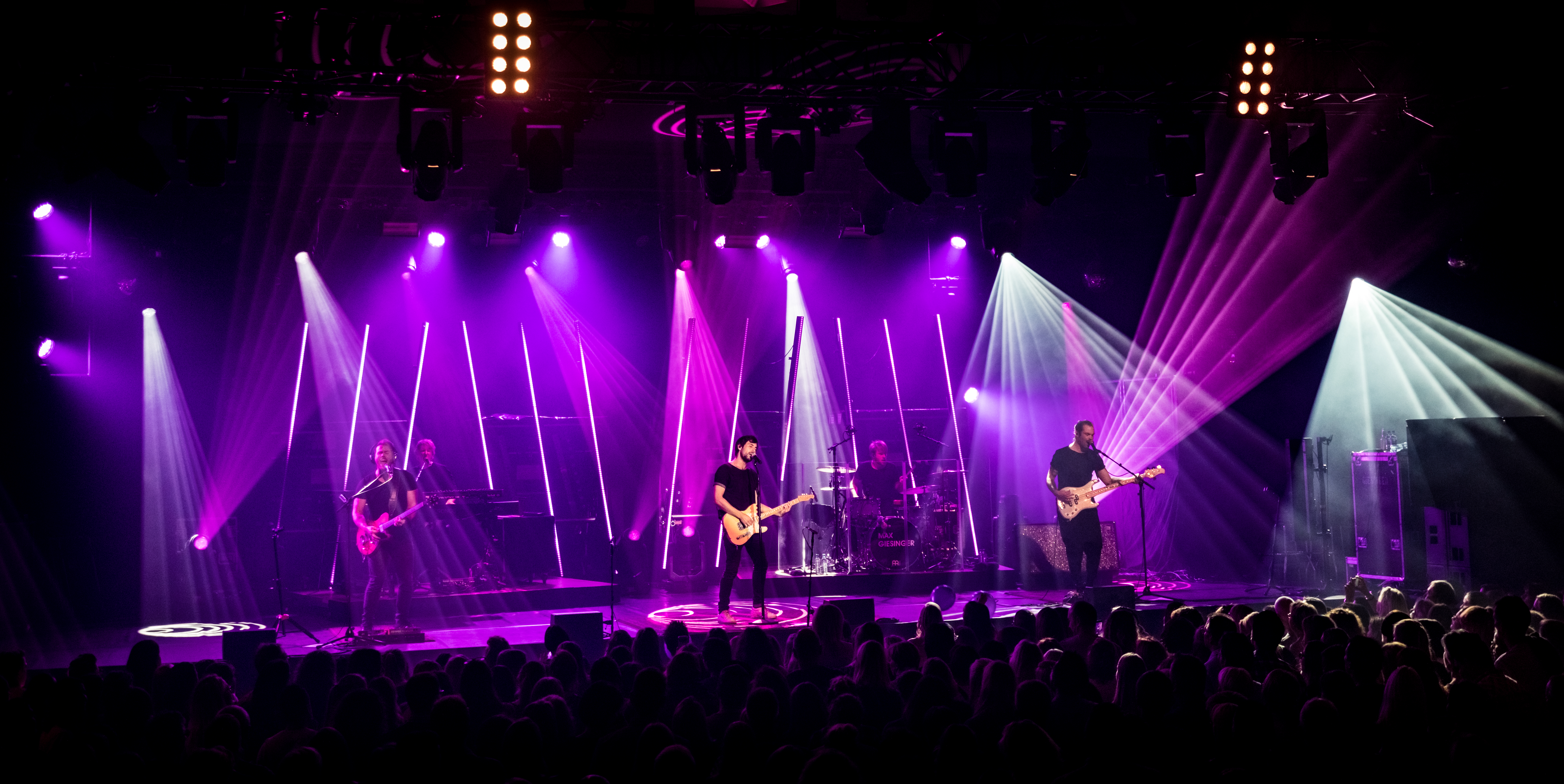
ماكس جيزينجر- في حفلة ليفركوزن جازتاج 2017

بعد الاختلاف بسبب التعاون الثنائي انفصل ماكس عن شعاره الموسيقى وبدأ في فبراير (شُباط) عام 2014 حملة تمويل جماعي على منصة ستارت نيكست من أجل تمويل ألبومه الأول، أصدر ماكس ألبومه Laufen lernen (الجري التعليم) بشكل مستقل بمساعدة شركة Rent a Record Company. تم تسجيل الألبوم الثاني Der Junge, der rennt (الشاب الذي يجري) في مانهايم وجروصنبروده. ولكن هذه المرة نجح في الحصول على شعار من شركة بي ام جي، وعلاوة على ذلك أصدر أغنية 80 Millionen (80 مليون) والتي حققت نجاح ساحق في الراديو وتصدرت ترتيب الأغاني الألمانية في مطلع أبريل (نسيان) عام 2016 وبعد أسبوعين احتل الألبوم المركز العشرين في ترتيب الأغاني الألمانية وكذلك تصدر هيت باراد سويسرا، وقد تصدر المركز الثاني لقائمة ترتيب الأغاني الألمانية بعد أن أصدر إصدار كأس العالم لأغنية Millionen 80
. في السادس عشر من شهر سبتمبر (أيلول) 2016 وصل لأفضل أغنية في الألبوم بأغنية Wenn sie tanzt(عندما ترقص) وفي شهر ديسمبر (كانون الأول) عام 2016 وصل لأفضل عشرة مغنين ألمان لفئة الأغان الفردية. حل ماكس محل المغني ساشا كعضو لجنة تحكيم في النسخة الألمانية من برنامج ذا فويس كيدز.

## أعماله

### الألبومات
| الألبوم                                | تفاصيل الألبوم                                                                 | المراكز التي احتلها                                                       | ملاحظات                              |
| -------------------------------------- | ------------------------------------------------------------------------------ | ------------------------------------------------------------------------- | ------------------------------------ |
| Laufen lernen (الجري التعليم)          | - صدر: 20 مايو 2012 - شركة التسجيل: موتور ميوزك - صيغة الألبوم: سي دي والتنزيل | -                                                                         | -                                    |
| Der Junge, der rennt (الشاب الذي يجري) | - صدر: 8 أبريل 2016 - شركة التسجيل: بي ام جي - صيغة الألبوم: سي دي والتنزيل    | - الترتيب في ألمانيا : 17 - الترتيب في النمسا: 41 - الترتيب في سويسرا: 27 | بيع أكثر من مئتي ألف نسخة من الألبوم |
| Die Reise (الرحلة)                     | - صدر: 23 ديسمبر 2018 - شركة التسجيل: بي ام جي - صيغة الألبوم: سي دي والتنزيل  | - الترتيب في ألمانيا : 2 - الترتيب في النمسا : 25 - الترتيب في سويسرا: 14 |                                      |

### الأغان الفردية

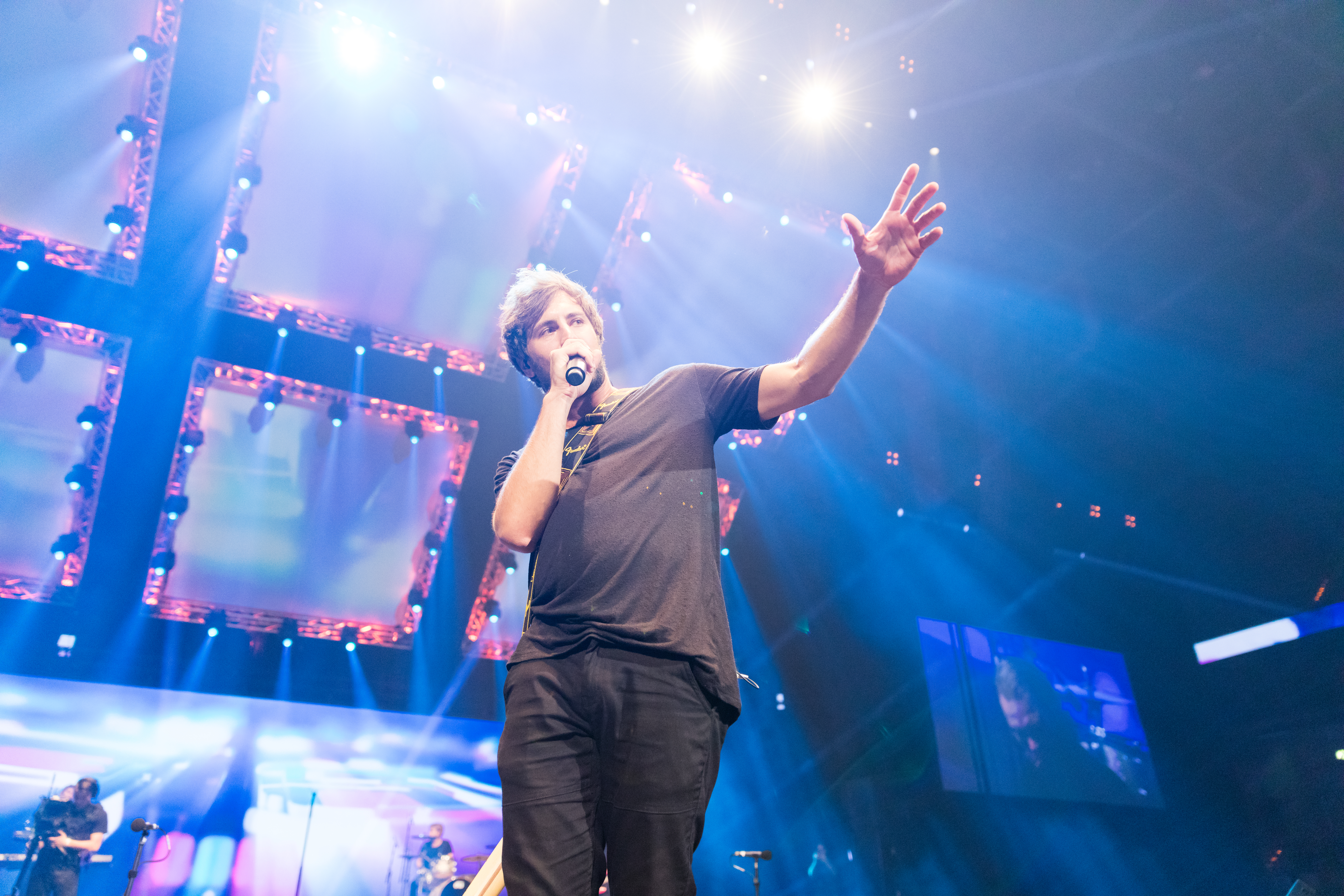
ماكس جيزنجر خلال إحدى الحفلات في عام 2018

| الأغنية                       | سنة الإصدار |
| ----------------------------- | ----------- |
| Fix You (أصلح نفسك)           | 2012        |
| Dach der Welt (سقف العالم)    | 2012        |
| Sommer (صيفنا)                | 2013        |
| Irgendwas mit L (أي شئ مع ال) | 2014        |
| Karlifornien (كاليفورنين)     | 2014        |
| Für imme (للأبد)              | 2015        |
| 80 Millionen (80 مليون)       | 2016        |
| Wenn sie tanzt(عندما ترقص)    | 2016        |
| Roulette (روليت)              | 2017        |
| Nicht so schnell (ليس سريعًا)  | 2017        |
| Legenden (أساطير)             | 2018        |
| Zuhause (المنزل)              | 2018        |

## الجوائز
- جائزة جولدن هنيه لعام 2016

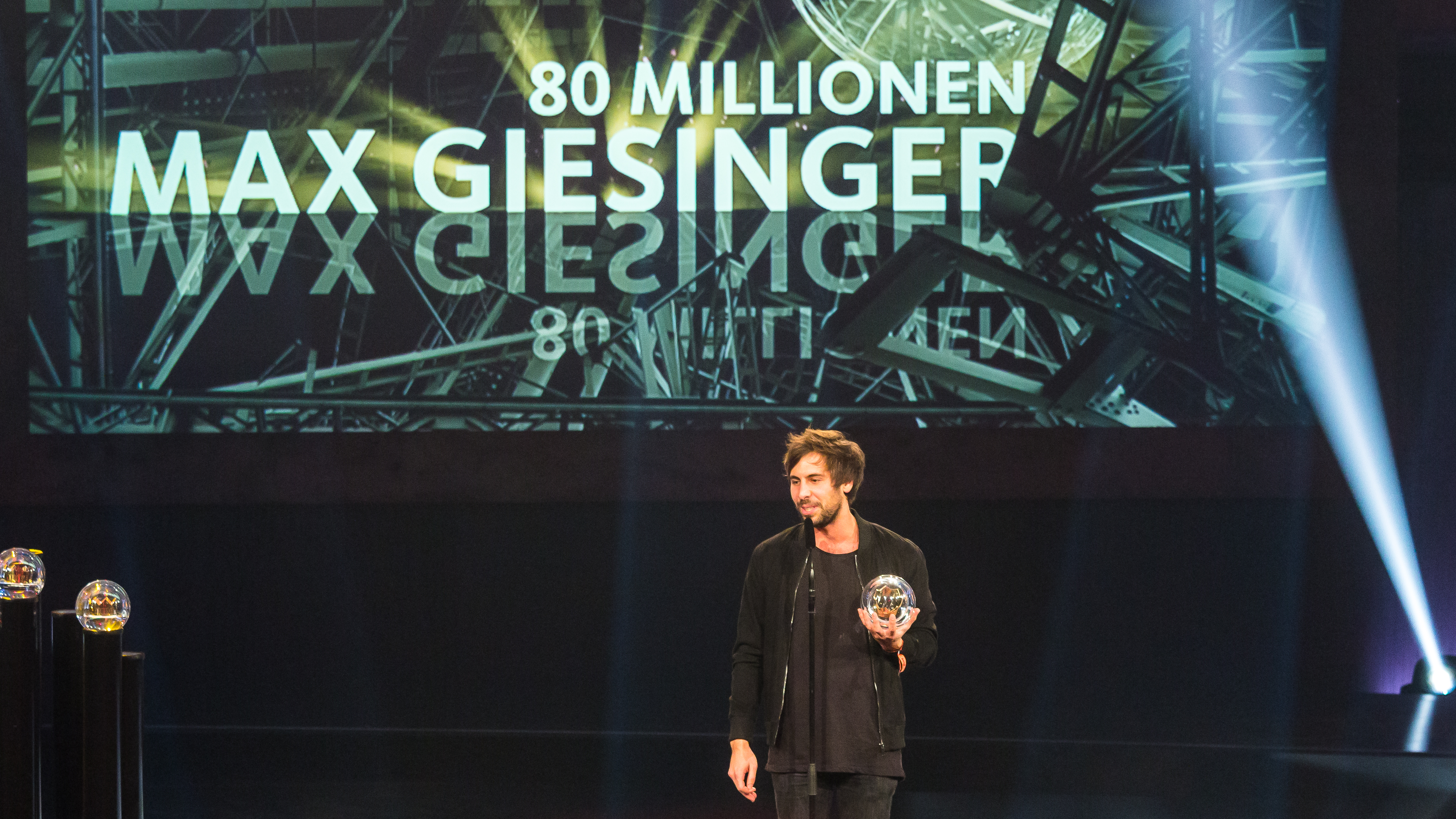
ماكس جيزنجر عند استلامه جائزة ارسته لايف لعام 2016 عن أغنية 80 مليون

- جائزة ام تي في للموسيقى الأوروبية لعام 2016
- جائزة راديو جالكسي لعام 2016 [11]
- جائزة ارسته لايف 2016 لأغنية «80 مليون» عن فئة «أفضل أغنية»
- جائزة ال ايه اه لعام 2017
- جائزة راديو ريجينبوجن لعام 2017
- جائزة الغناء لعام 2017 لفئة «أفضل أغنية صاعدة» [12]
- جائزة أسد الموسيقى البفارية لعام 2017

## وصلات خارجية
- ماكس جيزنجر على موقع ميوزك برينز (الإنجليزية)
- ماكس جيزنجر على موقع أول ميوزيك (الإنجليزية)
- ماكس جيزنجر على موقع ديسكوغز (الإنجليزية)

- الموقع الرسمي لماكس جيزنجر
- معلومات عن ماكس جيزنجر  على موقع laut.de
- أغان وألبومات ماكس جيزنجر
- أغان ماكس جيزنجر  على موقع أول ميوزيك
- صفحة ماكس جيزنجر  على موقع Musik-Sammler.de